# Цетология
Цетология (Cetology, др.-греч. κῆτος, откуда лат. cētus — «огромное морское животное, морское чудовище, кит») — раздел зоологии, изучающий китообразных (китов, дельфинов и других), в том числе песни китов, язык дельфинов и степень разумности этих морских млекопитающих. В толковом словаре английского языка Мерриам-Уэбстер термин упоминается примерно с 1828 года. В вышедшем в 1851 году классическом романе американского писателя и моряка Германа Мелвилла «Моби Дик, или Белый кит» его 32-я глава имеет название «Цетология», где термин упоминается с 1820 года.

## История
- Аристотель сделал первые подробные наблюдения за китообразными, выходя в Эгейское море вместе с китобоями более 2300 лет назад.  Хотя он рассматривал китообразных как млекопитающих на основании их внутреннего устройства, его взгляды не были приняты большинством последователей, которые по-прежнему считали китообразных рыбами на основании их образа жизни и внешнего сходства с рыбами.
- Плиний
- Pierre Belon (1517—1575), G. Rondelet (1507—1566),
- Карл Линней отнёс китообразных к млекопитающим, его точку зрения смог обосновать Жорж Кювье (1769—1832)

## Известные цетологи
- Яблоков, Алексей Владимирович
- Юрченко, Валерий Валериевич
- Занин, Александр Владимирович
- Shiro Wada (Instituto Nacional de Ciência Pesqueira do Japão)
- Richard Ellis
- Louis Herman
- Remington Kellogg
- John C. Lilly
- Герман Мелвилл
- Roger Payne
- Paul Spong
- John Struthers
- Osaka Takimura
- Hal Whitehead

## Всемирный день кита
- 19 февраля. Праздник учрежден в 1986 году, когда «Международная китовая комиссия» впервые ввела полный запрет на китовый промысел. (недоступная ссылка)

## Общества и организации
- European Cetacean Society (1987-)
- The European Association for Aquatic Mammals (E.A.A.M., осн. в 1972).
- The Society for Marine Mammalogy (1981-, Сан-Франциско, США).
- The National Marine Mammal Laboratory (NMML)
- Alliance of Marine Mammal Parks and Aquariums.
- International Marine Animal Trainers' Association (IMATA).

## Конференции
- The 18th Biennial Conference on the Biology of Marine Mammals (12-16 октября 2009, Québec City, Квебек, Канада).
- 17th Biennial Conference on the Biology of Marine Mammals, Cape Town, Южная Африка.
- The First International Conference on Marine Mammal Protected Areas (30 марта — 3 апреля 2009, Grand Wailea Resort, Maui, Гавайи, США)
- The 23rd Annual Conference of the European Cetacean Society (2-4 марта 2009, Стамбул, Турция).

## Журналы
- Aquatic Mammals
- Journal of the Marine Biological Association of the United Kingdom
- Marine Mammal Science
- Scientific Reports of the Whales Research Institute (Токио)